# Konstantin (distrikt i Bulgarien)
Konstantin (bulgariska: Константин) är ett distrikt i Bulgarien.   Det ligger i kommunen Obsjtina Elena och regionen Veliko Tărnovo, i den centrala delen av landet, 230 km öster om huvudstaden Sofia.